# 佐世保市立祇園小学校
佐世保市立祇園小学校（させぼしりつ ぎおんしょうがっこう, Sasebo City Gion Elementary School）は、長崎県佐世保市祇園町にある公立小学校。略称「祇園小」。

## 概要
歴史
2001年（平成13年）に「佐世保市立戸尾小学校」と「佐世保市立光園小学校」の2校統合により開校した。2016年（平成28年）に創立15周年を迎えた。
校訓
「高い理想・清い心・熱い想い」- 2019年（令和元年）に制定。
校章
五つの佐世保独楽と「よま」と呼ばれる佐世保独楽を回すための紐を背景にして、中央に校名の「祇園」の文字（縦書き）を配している。佐世保独楽の色にはそれぞれ意味がある。
校歌
作詞は河野左千子、作曲七田英明による。3番まであり、各番とも「祇園小学校」で終わる。
校区
住所表記で佐世保市の後に「戸尾町・塩浜町・万津町・山県町・島地町・下京町・上京町・本島町・島瀬町・湊町・栄町・常盤町・松浦町・京坪町・宮崎町・光月町・宮地町・祇園町・高梨町（一部）」が続く地域。中学校区は佐世保市立祇園中学校。

## 沿革
旧・佐世保市立戸尾小学校（とのお）

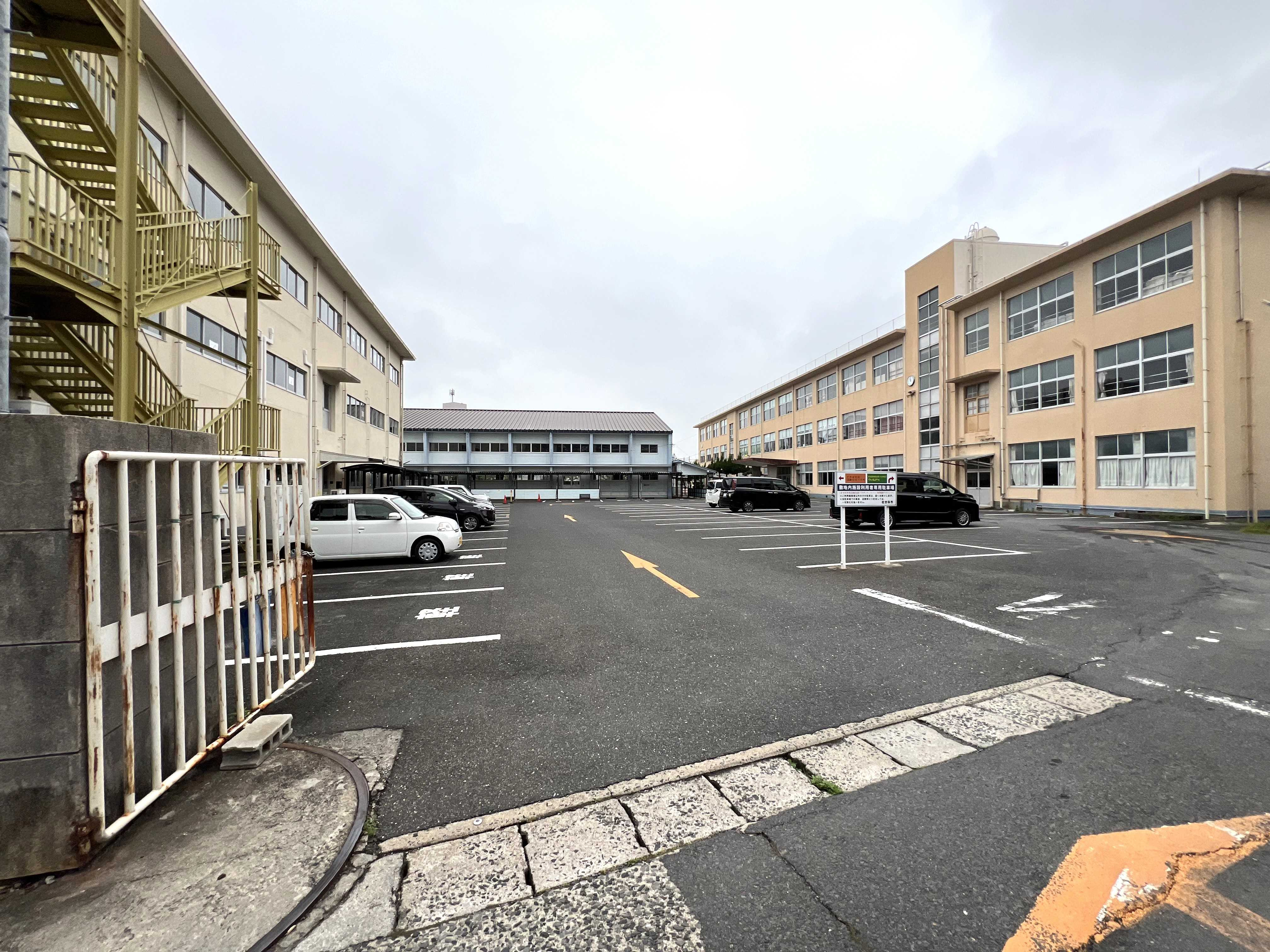
戸尾小学校跡

- 1904年（明治37年）2月11日 - 「佐世保高等小学校」（男子のみ、修業年限4年（現小4から中2に相当）が八幡谷から戸尾に移転。
  - これ以前の佐世保高等小学校の沿革に関しては佐世保市立清水小学校を参照。
- 1908年（明治41年）4月 - 小学校令の改正により、義務教育年限（尋常小学校の修業年限）が4年から6年に延長される。
  - これにより、従来の尋常科4年・高等科4年が「尋常科6年・高等科2年」に変更となる。
- 1909年（明治42年）4月 - 前述の義務教育年限の延長により、旧高等科1・2年が尋常科5・6年に変更され、「戸尾尋常高等小学校」に改称。
- 1917年（大正6年） - 尋常科を廃止（他校へ移管）の上、「佐世保高等小学校」（再）に改称。八幡谷女児尋常高等小学校の高等科が移管される。
- 1922年（大正11年）- 女子実業補習学校を併設。
- 1923年（大正12年）4月 - 再び尋常科を設置の上、「戸尾尋常高等小学校」（再）に改称。
- 1937年（昭和12年）- 校舎を改築。
- 1941年（昭和16年）4月1日 - 国民学校令により、「佐世保市戸尾国民学校」と改称。尋常科を初等科と改称。
- 1945年（昭和20年）6月29日 - 佐世保空襲により、校舎が全焼。以後分散授業を余儀なくされる。
- 1946年（昭和21年）1月17日 - 福石元海軍工員宿舎を仮校舎として授業を再開。
- 1947年（昭和22年）
  - 4月1日 - 学制改革（六・三制の実施）により、旧・戸尾国民学校初等科を改組し、「佐世保市立戸尾小学校」が発足。高等科は新制中学校に改組。
  - 5月15日 - 川棚工員宿舎を移築する形で、新校舎が完成。
- 1948年（昭和23年）4月17日 - 育友会が発足。
- 1955年（昭和30年）11月 - 鉄筋コンクリート造3階建て校舎（9教室、第一期工事）が完成。
- 1956年（昭和31年）6月 - 6教室を増築（第二期工事）。
- 1957年（昭和32年）9月 - 9教室を増築（第三期工事）。
- 1958年（昭和33年）3月 - 6教室が完成（第四期工事）。
- 1959年（昭和34年）5月 - 講堂が完成。
- 1962年（昭和37年）7月 - プールが完成。
- 1963年（昭和38年）5月 - 給食室が完成。
- 1980年（昭和55年）7月 - 講堂を体育館に改築。
- 1983年（昭和58年）
  - 1月 - 米飯給食を開始。
  - 10月 - 創立80周年を記念して、「戸尾小学校讃歌」を制定。作詞は黒石登美子、作曲は竹辺則昭による。歌詞は3番まであり、各番に校名の「戸尾」が登場。
- 1984年（昭和59年）2月10日 - 創立80周年記念式典を挙行。
- 2001年（平成13年）3月31日 - 閉校。97年の歴史に幕を閉じる。最終所在地は〒857-0864 佐世保市戸尾町5番1号（北緯33度10分9.1秒 東経129度43分30.2秒 / 北緯33.169194度 東経129.725056度）
  - 現在は特定非営利活動法人させぼエコプラザ・佐世保空襲資料室となっている[4]。
  - 校章 - 八稜鏡と桜の花弁を組み合わせたものを背景にして、「サセボ」の文字（横書き）および校名の「戸尾」の文字（縦書き）を配している。
  - 校歌 - 作詞は風木雲太郎、作曲は高田信一による。歌詞は3番まであり、各番に校名の「戸尾小学校」が登場。

旧・佐世保市立光園小学校（こうえん）
祇園尋常小学校
- 1909年（明治42年）4月 - 「祇園尋常小学校」が創立。初代校長に市山治八が就任。
- 1912年（大正元年）11月 - 校舎を増築。
- 1917年（大正6年）4月 - 小学校再編により「祇園女児尋常小学校」となる。
- 1919年（大正8年）
  - 4月 - 校区改定により白南風尋常小学校から64名の児童が転入。
  - 12月 - 校区改定により栄・常盤・湊町地区の児童が転入。

- 1933年（昭和8年）1月 - 統合により廃止。

光月尋常小学校
- 1917年（大正6年）4月 - 光月町の高地に「光月尋常小学校」が創立。初代校長に豊村勝治が就任。
  - 祇園尋常小学校から560名（男児）、戸尾尋常高等小学校から102名、八幡尋常高等小学校から38名が転入。これに新入生を合わせこの時の在籍児童数は1,241名。

- 1923年（大正12年）11月 - 校区改定により、戸尾尋常高等小学校から436名、八幡尋常高等小学校から166名が転入。
- 1924年（大正13年）4月 - 在籍児童が男子のみとなる。
- 1932年（昭和7年）- 校地を拡張。
- 1933年（昭和8年）1月 - 統合により廃止。

統合・光園小学校
- 1933年（昭和8年）10月1日 - 光月尋常小学校と祇園女児尋常小学校の2校が統合され「光園尋常小学校」が開校。
  - 2校の校名から1文字ずつ（「光」と「園」）とって命名された。初代校長には久保田俊一郎が着任。

- 1941年（昭和16年）4月1日 - 国民学校令により、「佐世保市光園国民学校」となる。尋常科を初等科と改称。
- 1945年（昭和20年）6月29日 - 佐世保空襲により、校舎が全焼。以後分散授業を余儀なくされる。
  - 1・2年生は高天町の青年学校校舎を使用。3年生以上は琴平国民学校の校舎を使用。

- 1947年（昭和22年）
  - 3月 - 全児童が琴平国民学校に収容される。
  - 4月1日 - 学制改革（六・三制の実施）により、旧・光園国民学校初等科を改組し、「佐世保市立光園小学校」が発足。
  - 5月 - 佐世保市立戸尾小学校の校舎に移転。

- 1948年（昭和23年）4月 - 休校となる。全児童は佐世保市立戸尾小学校に転籍。
- 1950年（昭和25年）4月 - 佐世保市立山澄中学校跡地で「佐世保市立光園小学校」が再開。
- 1951年（昭和26年）9月 - 祇園町92番地に新校舎が完成し、移転を完了。
- 1955年（昭和30年）10月 - 校歌を制定。
- 1957年（昭和32年）4月 - 普通教室（2教室）を増築。
- 1965年（昭和40年）6月 - プールが完成。
- 1966年（昭和41年）- 佐世保市がアルバカーキ市（アメリカ合衆国ニューメキシコ州）と姉妹都市を締結したことにより、同市のあるバラード小学校と姉妹校を締結。
- 1967年（昭和42年）- 体育館が完成。
- 1970年（昭和45年）10月 - 特殊学級を開設。
- 1978年（昭和53年）- プールを補修。

- 1980年（昭和55年）3月 - 新校舎（第一期工事）が完了。

- 1981年（昭和56年）3月 - 新校舎（第二期工事）が完了。
- 1982年（昭和57年）3月 - 新校舎（第三期工事）が完了。
- 1983年（昭和58年）10月1日 - 創立50周年記念式典を挙行。
- 2001年（平成13年）3月31日 - 閉校。68年の歴史に幕を閉じる。校地・校舎は新設の祇園小学校に継承される。
  - 校章 - 八稜鏡を背景にして、中央に校名の「光園」の文字（縦書き）を配している。
  - 校歌 - 作詞は味村青二、作曲は松本民之助による。歌詞は3番まであり、各番に校名の「光園小学校」が登場。

統合・祇園小学校
- 2001年（平成13年）4月1日 - 佐世保市立戸尾小学校と佐世保市立光園小学校が統合の上「佐世保市立祇園小学校」（現校名）が開校。
- 2004年（平成16年）4月 - 2学期制を導入[6]。
- 2019年（令和元年）10月15日 - 校訓を制定。
- 2022年（令和4年）4月 - 3学期制に変更。

## アクセス
最寄りの鉄道駅
- JR九州 佐世保線「佐世保駅」
- 松浦鉄道（MR）西九州線「佐世保駅」・「中佐世保駅」

最寄りのバス停
- 西肥バス（させぼバスが担当）「交通安全学習館前」バス停

最寄りの幹線道路
- 国道35号
- 西九州自動車道（高速道路）佐世保中央IC

## 周辺
- 阿弥陀寺（浄土真宗本願寺派）
- 佐世保市体育文化館（コミュニティセンターホール）
- 佐世保市立祇園中学校（旧旭中学校校地）
- 佐世保郵便局（ゆうちょ銀行熊本支店佐世保出張所）
- 佐世保花園郵便局
- 佐世保簡易裁判所
- 佐世保中央公園
- 佐世保市交通安全学習館
- させぼ市民活動交流プラザ（旧戸尾小学校校地）
- 九州文化学園小学校・中学校（旧花園中学校校地）

## 参考資料
- 「佐世保市史 教育篇」（1982年（昭和57年）5月20日, 佐世保市）p.652 - p. 655（光園小学校）
- 「創立80周年記念記録誌 戸尾」（1984年（昭和59年）2月10日, 佐世保市立戸尾小学校）
- 「五十年誌」 （1983年（昭和58年）10月1日, 光園小学校創立50周年記念事業委員会）